# يو إف سي ليلة القتال: ديرن ضد ريباس 2
يو إف سي ليلة القتال: ديرن ضد ريباس 2 (بالإنجليزية: UFC Fight Night: Dern vs. Ribas 2) (المعروف أيضًا باسم يو إف سي ليلة القتال 249، يو إف سي فيغاس 101، ويو إف سي على إي إس بي إن+ 107) هو حدث لفنون القتال المختلطة نظمته يو إف سي، وأُقيم في 11 يناير 2025، على يو إف سي أبيكس في إنتربرايز، نيفادا، وهي جزء من منطقة لاس فيغاس الحضرية، الولايات المتحدة.

## الخلفية
كان نزال العودة في وزن القشة للسيدات بين ماكنزي ديرن وأماندا ريباس هي الحدث الرئيسي لهذا الحدث. كان من المقرر في الأصل أن تتنافسا في حدث يو إف سي على إي إس بي إن: كوفنغتون ضد باكلي في 14 ديسمبر 2024 ولكن تم نقل النزال إلى هذا الحدث لتكون بمثابة الحدث الرئيسي. التقى الثنائي سابقًا في حدث يو إف سي ليلة القتال: جوانا ضد واترسون في أكتوبر 2019، حيث فازت ريباس بقرار القضاة بالإجماع.
كان من المقرر إقامة نزال في وزن الريشة للسيدات بين بطلة وزن يو إف سي لوزن الريشة السابقة راندا دي جيرمين وبطلة بطولة القتال التراثية لوزن الديك السابقة جاكلين كافالكانتي في هذا الحدث. ومع ذلك، أعلنت دي جيرمين اعتزالها وتم إلغاء النزال.
كان من المقرر إقامة مباراة في الوزن المتوسط بين بريستون بارسونز وأندرياس جوستافسون في هذا الحدث. ومع ذلك، انسحب جوستافسون من القتال لأسباب غير معروفة وحل محله جاكوب سميث.
بالإضافة إلى ذلك، كان من المقرر أن يلتقي نورولو علييف ويانال أشموز في نزال للوزن الخفيف. إلا أن أشموز انسحب لأسباب غير معروفة وحل محله جو سوليكي.
في قياس الوزن، فشل خوسيه جونسون وإيهور بوتيريا في تحقيق الوزن المطلوب. كان وزن جونسون 128.5 رطلاً، أي أكثر من الحد الأقصى لوزن الذبابة بمقدار رطلين ونصف. وكان وزن بوتيريا 188 رطلاً، أي أكثر من الحد الأقصى لوزن المتوسط بمقدار رطلين. أقيم النزالان على أساس وزن غير محدد، حيث خسر جونسون 20% من محفظته وخسر بوتيريا 25% من محفظته، والتي ذهبت إلى خصميهما بطل بطولة القتال التراثية لوزن الذبابة السابق فيليبي بونيس وماركو توليو على التوالي.

## الجوائز الإضافية
حصل المقاتلون التاليون على مكافآت بقيمة 50 ألف دولار.
- قتال الليلة: رومان كوبيلوف ضد كريس كيرتس
- أداء الليلة: ماكنزي ديرن وسيزار ألميدا